# Victor Obinna
Victor Nsofor Obinna (Jos, 25 maart 1987) is een Nigeriaans voetballer, die als aanvaller speelt.
Hij stond van augustus 2008 tot medio 2011 onder contract bij Internazionale. In het seizoen 2009/2010 werd hij verhuurd aan Málaga CF en een seizoen later aan West Ham United FC. Van 2011 tot 2015 speelde hij voor Lokomotiv Moskou dat hem in 2014 verhuurde aan Chievo Verona. Medio 2015 tekende hij een contract bij MSV Duisburg. Obinna ging in 2016 naar SV Darmstadt 98. Eind januari 2017 werd zijn contract ontbonden. In september van dat jaar ging hij voor Cape Town City spelen.
Obinna nam met zijn vaderland deel aan het WK voetbal 2010 in Zuid-Afrika, waar The Super Eagles onder leiding van de Zweedse bondscoach Lars Lagerbäck voortijdig werden uitgeschakeld in een groep met Argentinië, Griekenland en Zuid-Korea.
1 Enyeama ·
2 Yobo ·
3 Taiwo ·
4 Kanu ·
5 Odiah ·
6 Enakarhire ·
7 Utaka ·
8 Mikel ·
9 Martins ·
10 Okocha ·
11 Lawal ·
12 Ejide ·
13 Yussuf ·
14 Obinna ·
15 Obiefule ·
16 Oruma ·
17 Aghahowa ·
18 Obodo ·
19 Makinwa ·
20 Odemwingie ·
21 Nwaneri ·
22 Kaita ·
23 Aiyenugba ·
Coach: Eguavoen